# رونالد ماكنير
رونالد ماكنير (بالإنجليزية: Ronald McNair) (و. 1950 – 1986 م) هو فيزيائي، ورائد فضاء من الولايات المتحدة الأمريكية . ولد في ليك سيتي .
توفي في رأس كانافيرال .

## ريادة الفضاء
شارك في المهمات الفضائية:
- STS-41-B
- STS-51-L.

## التعليم
تعلم في معهد ماساتشوست للتكنولوجيا

## جوائز
حصل على جوائز منها:
- Congressional Space Medal of Honor.